# Belfast Celtic Football Club
Maillots
Belfast Celtic Football Club est un club de football nord-irlandais fondé en 1891 et dissout en 1949. En cinquante-huit ans d'existence il remporte dix-huit championnats et huit Coupes nationales. Au moment de sa dissolution il possède le meilleur palmarès de l'ensemble des clubs nord-irlandais. 
Cette histoire est particulièrement turbulente puisque le club connait une période d'exclusion au cœur des années 1920 avant de devoir se dissoudre en 1949. À ces deux périodes il est principalement victime des troubles civils en Irlande. L'équipe étant principalement constituée de catholiques et de nationalistes irlandais, le Celtic dissout son équipe après les événements du Boxing day 1948 où à l'occasion d'une rencontre contre le Linfield Football Club ses joueurs sont attaqués et blessés par le public.

## La naissance d'un club

### Les débuts du football en Irlande
Quand le Belfast Celtic Football Club nait en 1891, le football n'est établi dans l'île d'Irlande que depuis une dizaine d'années. Venu depuis l'Écosse et en particulier de Glasgow qui est le point principal de l’expansion du football dans le nord du Royaume-Uni, le football est essentiellement implanté dans le nord de l'Irlande, avec comme point central la ville de Belfast. L'Association irlandaise de football (IFA) est créée en novembre 1880 au cours d’une réunion au Queen's Hotel de Belfast. La base de cette fédération est John Mc Alery, un marchand de textile, à son retour d’un voyage à Édimbourg où il a découvert ce nouveau sport. Il invite alors les clubs du Queen's Park FC et des Caledonians à un match d'exhibition le 24 octobre 1878. Il persévère dans son idée en créant en 1879 un club, le Cliftonville Football Club, puis la fédération dont le premier président est le Major Spencer Chichester et le premier secrétaire Mc Alery lui-même.
Dans le courant des années 1880, les principaux clubs de Belfast sont créés les uns à la suite des autres, chaque club étant le représentant d'un quartier de la capitale industrielle de l'Irlande : Distillery à Dunville Park, Glentoran à Ballymacarret, Linfield à Bog Meadows.
Par ailleurs, le football, sport « mixte », « d'origine britannique mais pratiqué par les membres des deux communautés » [protestante et catholique] est « particulièrement représentatif des tensions intercommunautaires en Irlande du Nord » : la pratique de ce sport est marquée par une « ségrégation » (clubs protestants et clubs catholiques) : elle ne se contente pas de « refléter la division communautaire mais elle l’entretient ».

### Le cadre social et économique
La hausse de popularité du football à Belfast et donc son implantation rapide doivent être mises en relation avec les conditions sociales, économiques et politiques du développement de cette métropole. Le Belfast des années 1880 joue en effet un rôle majeur dans la révolution industrielle au Royaume-Uni. Autant les migrants catholiques de la fin du XVIIIe siècle et dans la première moitié du XIXe sont bien accueillis par la population protestante de la ville, autant les choses sont très différentes dans la deuxième moitié du siècle. La Grande Famine de 1845-1851 force de très nombreux Irlandais à migrer vers les grandes villes et la puissance économique de Belfast en a fait une destination de premier ordre. En 1890 les catholiques représentent 25 % de la population de Belfast.
Belfast est rapidement scindée en deux entités tant politiques que religieuses et culturelles, distinguant les protestants et les catholiques. Les relations entre ces deux communautés sont très violentes depuis le milieu du XIXe et notamment depuis le Party Processions Act de 1871 qui permet aux Orangistes de défiler et donc de défier leurs adversaires dans les quartiers catholiques. Dans les années 1880, Belfast est une ville en pleine expansion. Les chantiers navals et l'industrie textile très demandeuses en bras, attirent de très nombreux Irlandais. La ville grossit à très grande vitesse : à partir de 1890 on note jusqu'à 2 000 nouveaux foyers par an en ville. Les nouveaux arrivants se regroupent en fonction de leur religion et une vraie ségrégation se met en place. La minorité catholique est largement dispersée dans toute l'agglomération mais très vite la principale concentration se fait dans le district de Pound Loney, autour de Falls Road.

### Naissance du Belfast Celtic
Le Belfast Celtic est créé en août 1891 au 88 Falls Road, en plein cœur du quartier catholique de la ville. Il se place immédiatement dans la lignée du Hibernian Football Club, le club écossais catholique d'Édimbourg et sous le patronage direct du Celtic Football Club de Glasgow. Le secrétaire du club, Bob Hayes, est d'ailleurs chargé de contacter le grand frère glaswégien pour obtenir un patronage. Le Celtic lui fait parvenir une aide financière pour développer une équipe de football et acquérir un terrain. Le club tire son nom de son grand frère écossais le Celtic FC et est fondé sur le même principe de cohésion et de charité de la communauté catholique de Belfast. Le premier stade du club est un ancien terrain d'athlétisme situé sur Broadway à proximité de Falls Road. Le stade était surnommé le « Paradis » par les supporters du club.
Créer un club de football dans un quartier catholique n’est donc pas chose évidente. Le football est largement considéré comme un sport invasif. Les nationalistes irlandais parlent de Garrison game (« sport de garnison »), en référence au sport pratiqué par les soldats britanniques stationnés en Irlande. Les sports gaéliques sont les principales activités sportives de la minorité catholique de Falls Road. De très nombreux clubs se forment à la fin du XIXe siècle comme Milltown, Millvale et Clondara.
Le Celtic commence son activité comme club de jeunes. Il intègre l'Alliance Junior League. Rapidement ses équipes s'affirment comme une nouvelle force dans le football local. Lors des trois premières saisons, le Celtic ne perd que deux des cinquante rencontres qu’il dispute.
Le club remporte ses premiers trophées en 1894 avec le Robinson and Cleaver Junior Shield. Il conserve d'ailleurs ce trophée les deux années suivantes. Ces premières victoires présentent déjà un avant-goût des passions violentes qui marqueront toute l'histoire du club : lors de la finale de 1895 contre le Glentoran Seconds, des supporters du club sont impliqués dans des rixes et lancent des pierres sur les officiels du club. Au terme de la finale, les spectateurs envahissent le terrain et de nombreux officiels ainsi que des joueurs de Glentoran sont attaqués, certains sont hospitalisés.
Alors que le Celtic est encore une équipe junior, le club bat régulièrement des équipes seniors qui disputent le championnat d'Irlande. Ainsi, en 1893, le Celtic bat le Cliftonville FC en demi-finale du Country Antrim Shield avant de perdre en finale contre le Distillery FC. Le Celtic est encore finaliste en 1894 avant de prendre sa revanche en remportant la compétition en 1895 sur le même Distillery FC. C’est le premier trophée senior du club. Le club est alors prêt à intégrer les compétitions seniors.

## Première période: 1890-1924

### Les débuts en championnat
Depuis 1890, la fédération irlandaise organise un championnat. Celui-ci ne regroupe que des équipes du nord de l'île, de l’agglomération de Belfast ou de Londonderry. Le principal club est le Linfield FC qui a remporté quatre des six premiers championnats.
Au moment où le club s’apprête à intégrer le championnat d’Irlande qui existe depuis 1890, la violence fait son retour dans les rues de l’agglomération. Le 15 août 1896 est le théâtre d’une des plus violentes manifestations sectaires lorsque des nationalistes irlandais organisent une marche dans les faubourgs de Belfast vers Hannastown afin de réclamer l’amnistie pour les prisonniers politiques irlandais. La procession composée d’environ 20 000 personnes se termine en émeute lorsque, sur le chemin du retour elle est attaquée par une foule loyaliste. La violence continue lorsque les forces de l’ordre interviennent. Le soir même l’armée est déployée pour séparer les deux communautés antagonistes.
Les premiers pas du Belfast Celtic chez les seniors sont particulièrement difficiles. La première saison se termine sur une note négative avec une dernière place au classement et une seule victoire. Mais la saison a aussi été compliquée par le fait que le club ne dispose pas de stade où accueillir les adversaires. Le terrain de Broadway n'a pas été jugé suffisamment équipé pour accueillir le championnat. Le Celtic a donc joué tous ses matchs à l’extérieur. Le premier match senior est disputé le 5 septembre 1896 contre Cliftonville dans le stade de Solitude. Le Celtic perd le match sur le score de 3-1.
L'errance du club se prolonge jusqu'au milieu de la saison suivante. Le handicap de jouer systématiquement à l'extérieur est trop lourd et le bureau directeur du club se met à la recherche d'un terrain. Il en est même de la survie du club. Ses adversaires engrangent à chaque match à domicile une recette moyenne de 10 livres sterling, le Celtic lui ne voit aucune recette venir entretenir les finances du club.

### Le premier titre
La saison 1899-1900 se prépare dans une atmosphère de violence diffuse et de tensions communautaires. Dès le mois de juillet 1899, les émeutes se succèdent et, comme souvent, c’est une marche orangiste qui met le feu aux poudres. Le Celtic commence sa saison contre Cliftonville. Dès ce premier match, qui se solde par un match nul, les tribunes du stade sont le lieu d’affrontements. Ces violences se déroulent au même moment dans l’est de Belfast lors du match entre Distillery et Glentoran. L’IFA se réunit dans l’urgence et fait placarder dans chaque stade des avertissements fermes à l’encontre des spectateurs. La semaine suivante de forts contingents de police sont mobilisés pour la victoire du Celtic sur le terrain de Glentoran.
Le mois d’octobre voit la politique internationale s’immiscer dans la vie quotidienne de Belfast. Le début de la seconde guerre des Boers. Autant la guerre réveille des sentiments patriotiques parmi les protestants, autant les nationalistes irlandais traitent la nouvelle avec indifférence. Le Royal Scot Régiment qui est engagé dans le championnat se retire de la compétition. Le Celtic, de son côté décide d’affronter une équipe de « kaffirs » composée de joueurs noirs représentant l’État libre d'Orange devant une assistance qui voyait pour la plupart pour la toute première fois des gens de couleur.
La saison se déroule à l’avantage du Celtic qui se présente, malgré une défaite contre son ennemi intime Linfield en tête du championnat avant la dernière journée. Celtic perd son dernier match de l’année contre Distillery sur le score de 3 buts à un. Cette défaite laisse à Linfield la possibilité de remporter le championnat à la condition de remporter son dernier match sur le terrain de Glentoran. Les Glens l’emportent et offrent ainsi le titre de champion d’Irlande au Celtic, neuf ans après la création du club et quatre ans après avoir intégré la compétition. L'équipe est construite autour de trois joueurs, le défenseur Jimmy Connor, le milieu offensif Pat McAuley, qui est le premier joueur du club sélectionné en équipe nationale, et l'ailier écossais Joe Abrahams.
Le club profite de la nouvelle aura acquise avec ce titre pour abandonner le Klondyke, le terrain loué où il a disputé tous ses matchs à domicile, pour se porter acquéreur d'un terrain sur Donegal Road à proximité immédiate du quartier nationaliste de Falls. Le nouveau domicile du club porte le nom du stade de son grand frère glaswégien, le Celtic Park. Le terrain est rapidement surnommé The Paradise (le Paradis). Le premier match officiel est disputé le 31 août 1901 avec une rencontre contre Glentoran.
Le club prend aussi appui sur son titre de champion pour améliorer ses structures économiques. Le bureau directeur met en place une compagnie qui prend le nom de The Belfast Celtic Football and Athletic Company Limited. Cette entité prendra en charge l'ensemble des activités du Celtic, son équipe de football bien évidemment, mais aussi ses œuvres caritatives, et ses autres activités sportives (cyclisme, courses de lévriers, athlétisme, cricket).

### Suspension
Le Celtic, de par l'implantation et son implication dans le soutien aux communautés catholiques de Belfast, est en prise directe avec l’actualité politique britannique et donc les velléités indépendantistes irlandaises. L'introduction d'un troisième débat sur le Home Rule en 1912 par le Premier ministre britannique Herbert Henry Asquith va rattraper le club et creuser un peu plus le fossé qui le sépare des autres clubs du championnat et de la fédération irlandaise.
En réaction au Home Rule, les opposants au projet organisent le 28 septembre 1912 une immense manifestation regroupant 500 000 personnes pour officialiser la signature de l'Ulster Covenant. Ils s'engagent ainsi à défier le Home Rule par tous les moyens possibles. Le football est au cœur des évènements. Deux semaines plus tôt, le 14 septembre, se déroule un match entre le Celtic et Linfield. Cette rencontre est la cristallisation des luttes du pays, un club nationaliste rencontrant son pire ennemi, un club loyaliste. Le match est interrompu à la mi-temps à cause des affrontements qui se déroulent dans les tribunes et autour du stade.
La politique n'entame pas la progression du club. Alors que depuis son dernier titre les résultats du club ont été en dents de scie avec seulement deux places dans les trois premiers, le Celtic remporte un nouveau titre de champion au terme de la saison 1914-1915. C'est le dernier championnat disputé avant quatre ans d’interruption due à la Première Guerre mondiale. Au sortir de la guerre, le club gagne encore le championnat en devançant le Distillery FC de trois points. Cette victoire marque néanmoins la fin d'un cycle car le bureau directeur du club décide dans la foulée de se retirer du championnat. L'insurrection irlandaise de Pâques 1916 à Dublin et l'affirmation de la volonté d'indépendance des Irlandais catholiques crée une atmosphère particulièrement délétère à Belfast. Les dirigeants considèrent alors qu’il ne leur est plus du tout possible de maitriser un tant soit peu les foules et donc de garantir un minimum de sécurité dans leur stade. Au cours des dernières semaines de la saison 1920-1921, les affrontements entre supporters se succèdent les uns aux autres. Il n’est pas un week-end sans blessés, le sommet étant la demi-finale de l'Irish Cup entre le Celtic et Glentoran, momentanément interrompue après que les supporters des deuxièmes aient jeté des pierres sur les officiels. Le match d'appui disputé à Solitude le jour de la saint-Patrick est lui définitivement interrompu après 10 minutes de jeu quand la foule envahit le terrain. La bataille rangée entre les supporters se solde par de nombreux blessés et des coups de feu sont tirés dans les tribunes. Quelques jours après le match, le bureau directeur de l’IFA suspend le Celtic de toute compétition officielle. Cette condamnation exclusivement centrée sur le Celtic et qui dédouane Glentoran de toute responsabilité provoque parmi les responsables du club de la colère et un fort sentiment de persécution. En réaction, Bob Barr, le président de l'association, annonce le retrait total du club du football irlandais, tant professionnel qu'amateur. Ce retrait unilatéral du football laisse la fédération indifférente. Elle maintient sa position.
La Coupe d'Irlande est ensuite attribuée au club dublinois du Shelbourne Football Club à cause du forfait de son adversaire Glentoran qui n'a pas souhaité se rendre à Dublin pour disputer la finale. Cette compétition est aussi la dernière regroupant des clubs de toute l'île d'Irlande puisque les clubs du sud font sécession pour organiser sous la bannière d'une nouvelle fédération crée en 1921 à Dublin, la Fédération d'Irlande de football (FAI), un championnat distinct. À partir de cette date vont donc cohabiter deux fédérations se réclamant toutes les deux de l'ensemble de l'île d'Irlande, mais représentant l'une depuis Belfast la province dIrlande du Nord au sein du Royaume-Uni de Grande-Bretagne et d'Irlande du Nord et l'autre depuis Dublin l'État libre d'Irlande puis l'Irlande.
Ce retrait du football n'a pas été une décision prise à la légère et encore moins dans la précipitation. Le journal Athletic News rapporte en effet que les dirigeants du Celtic ont pris depuis un certain temps des contacts avec les clubs anglais et écossais dans le but de vendre leurs meilleurs joueurs et notamment Mickey Hamill, Fred Barret et Jimmy Ferris.
Pendant l'exclusion du championnat, le club ne reste pas inactif. Les activités qui étaient jusque-là plutôt secondaires prennent le devant. Des matchs de boxe anglaise sont organisés à Celtic Park. Toutefois le football n'est pas arrêté pour autant. Le club ne dispute plus aucun match sous son nom mais ses anciens membres continuent de jouer. Une structure locale associative est construite pour gérer des compétitions, la Falls District League regroupant les footballeurs nationalistes de Belfast. Les clubs engagés proviennent tous de la zone de Falls Road. Cette ligue s'affilie à la fédération nouvellement créée à Dublin pour gérer le football sur le territoire du nouvel État d'Irlande. En 1923, le Alton United Football Club issu de cette ligue de Belfast participe et remporte la Coupe d'Irlande. Le club joue dans le stade et sous les mêmes couleurs que le Belfast Celtic. En finale le club de Belfast l'emporte 1-0 sur le Shelbourne Football Club, le but victorieux est marqué par Andy McSherry ancien joueur du Celtic. Cette victoire est sans lendemain. La FAI, la fédération de l'État libre d'Irlande adhère à la FIFA et doit donc se soumettre à ses règlements, notamment celui qui impose que les clubs qui participent aux compétitions organisées par la FAI doivent être basés sur le territoire national. La Falls District League doit donc se retirer de la FAI. Mais cela n'arrête pas le Belfast Celtic puisque dès le début de l'année 1924, le retour du club dans ce qui est devenu le championnat d'Irlande du Nord se prépare.

## La période glorieuse
À l'automne 1924, le Belfast Celtic est réintégré dans le championnat. Débute alors la période la plus glorieuse du Belfast Celtic

### Quatre titres de champions
Le Belfast Celtic est réintégré dans le championnat pour la saison 1924-1925. Cette réintégration est organisée dès février 1924 par plusieurs réunions entre les responsables du club et l'IFA. Elle profite aussi d'un calme revenu dans les rues de Belfast, une atmosphère apaisée et sans aucune comparaison possible avec celle des années 1921 et 1922. La décision au sein de la fédération de réintégrer le Celtic se fait à l'unanimité. Le club réengage Austin Donnelly comme manager, lui qui avait conduit l'équipe vers le titre de champion d'Irlande en 1920. L'équipe est à reconstruire après quatre années d'interruption. Le premier match officiel se déroule le 23 août 2024 à Lurgan sur le terrain du Glenavon Football Club. Les trains de banlieue à destination de Lurgan sont pris d'assaut par des milliers de supporters du Celtic. Le secrétaire du club écrit que c'était « comme essayer de faire entrer une pinte dans une demi-pinte ». Le Belfast Celtic remporte le match 3-1, Sammy Mahood marque deux des trois buts de la victoire. Deux semaine plus tard a lieu la première rencontre au Celtic Park contre Linfield le match se déroule sans incident notable devant 22 000 spectateurs. Pour sa première saison après son retour, le Belfast Celtic termine à la troisième place, bien devant Linfield mais à dix points des champions Glentoran. Le stade est transformé avec la création d'une nouvelle tribune pouvant accueillir 10 000 personnes. Ces travaux sont révélateurs de l'ambition du club.
La saison suivante est marquée par le commencement d'une domination quasiment sans partage du Belfast Celtic sur le football nord-irlandais. Cette domination va durer jusqu'à la Seconde Guerre mondiale. Lors de la saison 1925-1926 le Celtic remporte les trois grandes compétitions nationales. Il s'impose d'abord dans la City Cup en empêchant le Queen's Island Football Club de remporter la compétition pour la quatrième année consécutivement. Il remporte ensuite l'Irish Cup en battant en finale Linfield sur le score de 3 buts à 2. L'international Sammy Curran marque les trois buts de la victoire. Cette finale est aussi le révélateur d'une situation politique pas encore complètement pacifiée. Cependant, le vieux spectre de la violence du public réapparait malvenue lorsque le Celtic arrache la victoire lors des dernières minutes du match. La célébration des supporters du Celtic s'oppose aux chants loyalistes de ceux de Linfield. Après le but, le terrain est envahi par une foule en liesse tandis que les bagarres commencent dans les tribunes. Il faut de longues minutes pour que le calme revienne alors que la rumeur fait écho de la présence d'armes dans les tribunes. Le couronnement de la saison vient avec la victoire en championnat. Le Celtic devance de trois points Glentoran. C'est le premier d'une série de quatre titres consécutifs.

### Les années 30, la domination
Les anciens joueurs comme Mickey Hamill ont arrêté leur carrière de joueur pour devenir recruteurs, tandis que Jimmy Ferris a dû s'arrêter pour raisons médicales. De jeunes joueurs sont recrutés, c'est eux qui feront les beaux jours du club jusqu'à la fin des années 1930 comme Jimmy McAlinden ou Jackie Coulter.
L'arrivée d'Elisha Scott comme manager du club est un des évènements majeurs de l'histoire du club. Après avoir joué 468 matchs avec les Reds de Liverpool et être passé par le Belfast Celtic entre 1912 et 1917, il arrive en 1934 d'abord comme entraîneur-joueur avant de devenir manager en 1936. Sous ses ordres, le Celtic remporte trente-et-un trophées entre 1936 et 1949.

## La disparition du club et l'épisode du Boxing Day
Au sortir de la Seconde Guerre mondiale, le Belfast Celtic Football Club se présente pour la reprise du championnat en position de force dans le football nord-irlandais. Il a remporté quatre des six compétitions régionales disputées pendant la guerre. La saison 1947-1948 débute sous des auspices particuliers : l'équipe d'Irlande de football perd sèchement en octobre un match international contre l'équipe d'Angleterre. Quelques jours après le match, le Derry Forrester Football Club se retire unilatéralement du football nord-irlandais sous prétexte que l'équipe d'Irlande était composée par dix catholiques et un protestant et que le comité de sélection de l'équipe nationale était composée exclusivement de catholiques. Dans cette équipe figurent trois anciens joueurs du Celtic et un quatrième est remplaçant. Le championnat d'Irlande du Nord est alors complètement dominé par le Celtic qui a remporté dix de ses douze premiers matchs pour un nul et une défaite. Le jour de Noël, le Celtic joue à Ballymena et l'emporte facilement.

### L'épisode du Boxing Day
C'est alors qu'arrive le Boxing Day et son traditionnel match entre les deux grands clubs nord-irlandais, le Celtic et Linfield. Le match s'annonce tendu car quelques semaines plus tôt les deux équipes s'étaient rencontrées en City Cup et le match avait été troublé par une violente confrontation entre le gardien de but du Celtic Kevin McAlinden et l'avant-centre de Linfield Billy Simpson. Le Celtic mène pendant pratiquement tout le match, mais Linfield égalise dans la dernière minute. Les supporters de Linfied envahissent alors le terrain et attaquent plusieurs joueurs du Celtic dont l’avant-centre Jimmy Jones qui est gravement blessé, souffrant d’une jambe cassée.

### Disparition du club
Les dirigeants du Celtic pensent alors que l’attaque a prouvé que la police britannique s’est montrée incapable de protéger les joueurs et les supporters du club. Les faibles sanctions énoncées contre Linfield par la fédération conduisent de fait le Celtic à se retirer de nouveau du championnat en indiquant que la sécurité du club n’était plus assurée. Après la saison 1948-1949, le Belfast Celtic n’a plus jamais joué de match officiel. L’équipe a par contre joué quelques matchs amicaux dont une victoire en 1949 contre l’équipe d'Écosse de football lors d’un match joué aux États-Unis. Le dernier match joué par le Belfast Celtic a eu lieu le 24 juin 1960 à Coleraine

## L'héritage

### Le club après 1950
Le « Paradis » a continué à exister sous la forme d’une piste de courses de lévriers jusque dans les années 1980 remplacé ensuite par un centre commercial.
Les quartiers ouest de Belfast sont restés sans club de haut niveau pour les représenter jusqu’en 1970, date à laquelle le Donegal Celtic Football and Social Club intègre le championnat. Il reprend le même maillot que le Belfast Celtic, avec ses rayures horizontales vertes et blanches.

### Le sectarisme dans le football
La suspension du Belfast Celtic entre 1920 et 1925 puis son arrêt total en 1948 marquent à l'époque la consécration de la mainmise protestante sur le championnat d'Irlande du Nord.
Le football, sport populaire tant par le nombre très important de pratiquants et de supporters que par son ancrage dans les classes socioprofessionnelles les plus modestes, celles qui vivent dans les conditions les plus précaires, s'avère un des lieux de cristallisation de la ségrégation et du sectarisme les plus forts, spécialement à Belfast et dans les grandes villes. Les tensions sont particulièrement virulentes quand les matchs opposent des clubs représentant telle ou telle confession.
Après le départ du Belfast Celtic, une vingtaine d'années s'écoulent sans incidents. Mais la reprise du conflit durant les Troubles, au début des années 1970 à Belfast ou à Londonderry donne l'occasion d'un retour des affrontements par le biais des compétitions sportives et en particulier celle du championnat de football. Outre le cas du Derry City Football Club développé peu après, c'est le cas du Cliftonville Football Club, club de Belfast ouvertement catholique, qui va rapidement cristalliser l'attention. Ses matchs contre le Linfield Football Club sont provisoirement suspendus après des affrontements entre supporters en marge d'une rencontre en avril 1970. Le club de Linfield de son côté ouvertement protestant présente un sectarisme officiel puisque jusque dans les années 1980 son stade, et celui de l'équipe nationale, Windsor Park, affiche un message particulièrement sectaire sur son mur d'enceinte « Cathos restez dehors ». Il faut attendre 1992 pour que le club fasse amende honorable, au moins pour lui permettre de recruter des joueurs de religion catholique,.

### Derry City
Le Belfast Celtic n'est pas le seul club en Irlande du Nord à avoir dû quitter le championnat pour des raisons politiques. Le Derry City Football Club se retire de la ligue professionnelle en 1972 et n'a repris la compétition au plus haut niveau qu'en traversant la frontière pour figurer dans le championnat de l'État d'Irlande à partir de 1985,,.

## Structures du club

### Présidents
Trois présidents se sont succédé de 1904 à 1949 à la tête du club :
- Dann McCann de 1904 à 1926
- Hugh McAlinden de 1926 à 1938
- Austin Donnelly de 1938 à la dissolution du club en 1949[C 17].

## Joueurs
- Tom Aherne
- Louis Bookman (en)
- Tommy Breen
- Jackie Brown (en)
- Johnny Campbell
- Jackie Coulter (en)
- Sammy Curran (en)
- John Feenan
- Bertie Fulton
- Ron Greenwood
- Mickey Hamill
- Jimmy Jones
- George Kay
- Andy Kennedy
- Robin Lawler (en)
- Bert Manderson
- Jimmy McAlinden (en)
- Kevin McAlinden
- Billy McMillan (en)
- Willie McStay
- Patrick O'Connell
- Mick O'Flanagan (en)
- Elisha Scott
- Oscar Traynor
- Charlie Tully
- Jackie Vernon
- Albert Weir (en)

## Statistiques

### Bilan saison par saison
| Saison    | Champ                  | Cl  | Pts | J  | G  | N | P | Bp  | Bc | Diff | Coupe d'Irlande du Nord | Coupe d'Europe | Autres compétitions | M. buteur       | B  | Entraîneur      | Aff |
|           |                        |     |     |    |    |   |   |     |    |      |                         |                |                     |                 |    |                 |     |
| --------- | ---------------------- | --- | --- | -- | -- | - | - | --- | -- | ---- | ----------------------- | -------------- | ------------------- | --------------- | -- | --------------- | --- |
| 1896-1897 | Irish league           | 6e  | 4   | 10 | 1  | 2 | 7 | 11  | 25 | -14  |                         |                |                     |                 |    |                 |     |
| 1897-1898 | Irish league           | 4e  | 7   | 10 | 3  | 1 | 6 | 15  | 19 | -4   |                         |                |                     |                 |    |                 |     |
| 1898-1899 | Irish league           | 5e  | 6   | 10 | 2  | 2 | 6 | 15  | 25 | -10  |                         |                |                     |                 |    |                 |     |
| 1899-1900 | Irish league           | 1er | 13  | 9  | 6  | 1 | 2 | 19  | 11 | 8    |                         |                |                     | Patrick McAuley | 8  | Aucun           |     |
| 1900-1901 | Irish league           | 3e  | 10  | 10 | 4  | 2 | 4 | 13  | 13 | 0    |                         |                |                     |                 |    |                 |     |
| 1901-1902 | Irish league           | 6e  | 12  | 14 | 4  | 4 | 6 | 22  | 25 | -3   |                         |                |                     |                 |    |                 |     |
| 1902-1903 | Irish league           | 4e  | 16  | 14 | 7  | 2 | 5 | 35  | 23 | 12   |                         |                |                     |                 |    |                 |     |
| 1903-1904 | Irish league           | 4e  | 12  | 14 | 5  | 2 | 7 | 24  | 17 | 7    |                         |                |                     |                 |    |                 |     |
| 1904-1905 | Irish league           | 2e  | 21  | 14 | 9  | 3 | 2 | 21  | 10 | 11   |                         |                |                     |                 |    |                 |     |
| 1905-1906 | Irish league           | 4e  | 15  | 14 | 6  | 3 | 5 | 20  | 18 | 2    | finaliste               |                |                     | Edward Maguire  | 7  |                 |     |
| 1906-1907 | Irish league           | 6e  | 11  | 14 | 4  | 3 | 7 | 18  | 25 | -7   |                         |                |                     |                 |    |                 |     |
| 1907-1908 | Irish league           | 6e  | 13  | 14 | 6  | 1 | 7 | 21  | 20 | 1    |                         |                |                     |                 |    |                 |     |
| 1908-1909 | Irish league           | 6e  | 10  | 13 | 4  | 2 | 7 | 21  | 32 | -11  |                         |                |                     |                 |    |                 |     |
| 1909-1910 | Irish league           | 2e  | 18  | 14 | 9  | 0 | 5 | 25  | 13 | 12   |                         |                |                     |                 |    |                 |     |
| 1910-1911 | Irish league           | 3e  | 15  | 14 | 5  | 5 | 4 | 21  | 19 | 2    |                         |                |                     |                 |    |                 |     |
| 1911-1912 | Irish league           | 3e  | 20  | 14 | 7  | 6 | 1 | 21  | 11 | 10   |                         |                |                     |                 |    |                 |     |
| 1912-1913 | Irish league           | 7e  | 18  | 18 | 7  | 4 | 7 | 24  | 26 | -2   |                         |                |                     |                 |    |                 |     |
| 1913-1914 | Irish league           | 3e  | 17  | 14 | 8  | 1 | 5 | 19  | 18 | 1    |                         |                |                     |                 |    |                 |     |
| 1914-1915 | Irish league           | 1er | 23  | 14 | 10 | 3 | 1 | 24  | 7  | 17   | finaliste               |                |                     |                 |    |                 |     |
| 1915-1919 | Championnat interrompu |     |     |    |    |   |   |     |    |      |                         |                |                     |                 |    |                 |     |
| 1919-1920 | Irish league           | 1er | 23  | 14 | 10 | 3 | 1 | 27  | 6  | 21   |                         |                |                     |                 |    | Austin Donnelly |     |
| 1920-1921 | Exclu                  |     |     |    |    |   |   |     |    |      |                         |                |                     |                 |    |                 |     |
| 1921-1922 | Exclu                  |     |     |    |    |   |   |     |    |      |                         |                |                     |                 |    |                 |     |
| 1922-1923 | Exclu                  |     |     |    |    |   |   |     |    |      |                         |                |                     |                 |    |                 |     |
| 1923-1924 | Exclu                  |     |     |    |    |   |   |     |    |      |                         |                |                     |                 |    |                 |     |
| 1924-1925 | Irish League           | 3e  | 27  | 22 | 11 | 5 | 6 | 36  | 31 | 5    |                         |                |                     |                 |    | Austin Donnelly |     |
| 1925-1926 | Irish League           | 1er | 33  | 22 | 16 | 1 | 5 | 52  | 38 | 14   | vainqueur               |                |                     |                 |    | Austin Donnelly |     |
| 1926-1927 | Irish League           | 1er | 37  | 22 | 15 | 7 | 0 | 66  | 26 | 40   |                         |                |                     |                 |    | Austin Donnelly |     |
| 1927-1928 | Irish League           | 1er | 45  | 26 | 20 | 5 | 1 | 101 | 35 | 66   |                         |                |                     |                 |    | Austin Donnelly |     |
| 1928-1929 | Irish League           | 1er | 48  | 26 | 22 | 4 | 0 | 116 | 23 | 93   | finaliste               |                |                     |                 |    | Austin Donnelly |     |
| 1929-1930 | Irish League           | 4e  | 30  | 26 | 13 | 4 | 9 | 68  | 57 | 11   |                         |                |                     |                 |    | Archie Heggarty |     |
| 1930-1931 | Irish League           | 3e  | 36  | 26 | 16 | 4 | 6 | 75  | 52 | 23   |                         |                |                     |                 |    | Archie Heggarty |     |
| 1931-1932 | Irish League           | 3e  | 33  | 26 | 14 | 5 | 7 | 56  | 35 | 21   |                         |                |                     |                 |    | Archie Heggarty |     |
| 1932-1933 | Irish League           | 1er | 41  | 26 | 19 | 3 | 4 | 81  | 34 | 47   |                         |                |                     |                 |    | Jimmy McCall    |     |
| 1933-1934 | Irish League           | 2e  | 37  | 26 | 17 | 3 | 6 | 74  | 42 | 32   |                         |                |                     |                 |    | Jimmy McCall    |     |
| 1934-1935 | Irish League           | 3e  | 37  | 26 | 17 | 3 | 6 | 96  | 36 | 60   |                         |                |                     |                 |    | Elisha Scott    |     |
| 1935-1936 | Irish League           | 1er | 43  | 26 | 20 | 3 | 3 | 66  | 23 | 43   |                         |                |                     |                 |    | Elisha Scott    |     |
| 1936-1937 | Irish League           | 1er | 44  | 26 | 20 | 4 | 2 | 86  | 21 | 65   | vainqueur               |                |                     |                 |    | Elisha Scott    |     |
| 1937-1938 | Irish League           | 1er | 44  | 26 | 18 | 5 | 3 | 88  | 24 | 64   | vainqueur               |                |                     |                 |    | Elisha Scott    |     |
| 1938-1939 | Irish League           | 1er | 40  | 26 | 19 | 2 | 5 | 97  | 32 | 65   |                         |                |                     |                 |    | Elisha Scott    |     |
| 1939-1940 | Irish League           | 1er | 45  | 26 | 20 | 5 | 1 | 91  | 18 | 73   |                         |                |                     |                 |    | Elisha Scott    |     |
| 1940-1947 | Championnat interrompu |     |     |    |    |   |   |     |    |      |                         |                |                     |                 |    |                 |     |
| 1947-1948 | Irish League           | 1er | 39  | 22 | 19 | 1 | 2 | 84  | 26 | 58   |                         |                |                     | Jimmy Jones     | 28 | Elisha Scott    |     |
| 1948-1949 | Irish League           | 2e  |     |    |    |   |   |     |    |      |                         |                |                     | Jimmy Jones     |    | Elisha Scott    |     |
| Saison    | Champ                  | Cl  | Pts | J  | G  | N | P | Bp  | Bc | Diff | Coupe d'Irlande du Nord | Coupe d'Europe | Autres compétitions | M. buteur       | B  | Entraîneur      | Aff |

Champ = championnat ; Cl = classement ; Pts = points ; J = joués ; G = gagnés ; N = nuls ; P = perdus ; Bp = buts pour ; Bc = buts contre ; Diff = différence de buts

C1 = Ligue des champions (depuis 1992, Coupe des clubs champions de 1955 à 1992) ; C2 = Coupe des coupes (de 1961 à 1999) ; C3 = Ligue Europa (depuis 2009, Coupe UEFA de 1971 à 2009, Coupe des villes de foires de 1955 à 1971) ; C4 = Ligue Conférence (depuis 2024, Ligue Europa Conférence de 2021 à 2024) ; CI = Coupe Intertoto (de 1995 à 2008)

M. buteur = meilleur buteur en championnat; B = buts marqués par le meilleur buteur en championnat; Aff = affluence moyenne en championnat
champion, vainqueur ou meilleur buteurvice-champion ou finalistepromubarrage de promotionreléguébarrage de relégation